# Marco Anzoletti
Marco Anzoletti, né le 4 juin 1867 à Trente et mort le 23 janvier 1929  à Mesiano, est un compositeur et violoniste italien.

## Biographie
Marco Anzoletti nait à Trente le 4 juin 1867, au sein d'une famille de musiciens. Son père, Luigi Anzoletti, est violoncelliste, et lui enseigne ses premières notions de musique,.
Ses oncles sont également des musiciens : Francesco est pianiste, organiste et compositeur ; Giovanni, violoniste ; et Giuseppe, violoniste et compositeur. Sa sœur Luisa est une poétesse et écrivaine, en plus d'être sa collaboratrice au piano.
Après avoir reçu les premiers enseignements de sa famille, Marco Anzoletti intègre le Conservatoire de Milan en 1879. Il y approfondit ses connaissances du violon sous la direction de Gerolamo d'Angelis et étudie la composition avec Gaetano Coronaro,.
Après avoir obtenu son diplôme en 1885, Marco Anzoletti se rend à Vienne en 1886 pour suivre un cours de spécialisation sous la direction de J. Grün,.
En 1889, il est nommé professeur de violon au Conservatoire de Milan,,.
Ses 24 Variations pour violon et piano sur un thème de Brahms (1894) sont appréciées par Johannes Brahms.
Marco Anzoletti meurt dans sa villa à Mesiano, un hameau de Trente, le 23 janvier 1929.
En 2023, l'altiste italien Marco Misciagna a interprété la première mondiale du Concerto n°1 de Marco Anzoletti (1900) pour alto et orchestre à l'Université Mahidol (Salaya, Thaïlande) pour le 48e Congrès International d'Alto, et en 2024 a interprété la première mondiale du Concerto pour violon et alto (un soliste - deux instruments, 1915).

### Publications
- Giuseppe Tartini : étude critique et biographique (1891)
- Sur les événements de l'art et la vie de Wolfgang Amadeus Mozart, dans La Rassegna nazionale, XXI (1899)
- A l'occasion du centenaire de Domenico Cimarosa, dans La Rassegna nazionale, XXIII (1901)
- L'enseignement du violon en Italie, dans La Rassegna nazionale, XXXI, (1901)
- Sonnets musicaux (Milan, 1902)
- Mozart, Scènes de la vie intime en cinq tableaux (Milan, 1906)
- Musique - Saisons et métamorphoses, La Rassegna nationale, (1911)

## Compositions (partielles)

### Œuvres en musique
- Militza ou Serbie (1896-1897)
- La fine di Mozart (1898)
- Le Gare (1902)
- Faida (1910 –1915)
- Belfagor (1920)

### Musique pour alto solo
- 12 Études pour alto (Milan, Ricordi, 1919)
- 12 Études Op.125 pour alto (Milan, Ricordi, 1929)[6],[7]

### Musique pour violon seul
- 5 Gran Capricci (1884)
- Sonata in stile antico (1908)
- 32 Preludi in tutte le tonalità (1909)
- Serenata en sol majeur (1909)
- Fantasia - Caprice en la majeur (1913)
- Aria e Fuga Sopra il Nome di Bach (1913)
- Labyrinthos 104 Variations (1916)
- Aria e Fuga Sopra un Tema del Trillo del Diavolo (1916)
- 36 Preludes

### Musique pour orchestre
Symphonies : 
- Symphonie en do mineur (1896)
- Symphonie en ré mineur n° 1 (1897)
- Symphonie en ré mineur n° 2
- Symphonie en la mineur (1897)
- Symphonie en fa mineur (1897)
- Symphonie en sol mineur (1898)
- Symphonie en sol majeur (1898)
- Symphonie en do majeur (incomplète) (1898)
- Symphonie en ré majeur (incomplète) (1898)
- Symphonie en fa majeur (incomplète) (1898)
- Symphonie en la majeur (1898)
- Symphonie en un mouvement en la mineur (1899)
- Symphonie – Ouverture en do majeur (1899)
- Symphonie – Ouverture en si bémol majeur (1900)

Ouverture:
- Ouverture en mi bémol majeur (1901)
- Ouverture en fa majeur (1901)
- Ouverture en ré bémol majeur (1901)
- Ouverture en do mineur (1901)
- Ouverture Eroicomica en do majeur
- Ouverture en sol majeur

Concertos:
- Concerto n° 1 en fa mineur pour alto et orchestre (1900)
- Concerto n° 2 en si majeur pour alto et orchestre (1915)
- Concerto en do majeur pour violon/alto et orchestre (un soliste, deux instruments - 1915)
- Concerto n° 1 en sol majeur pour violon et orchestre (1896)
- Concerto n° 1 en la majeur pour violon et orchestre (1899)
- Concerto en fa majeur pour violon et orchestre (1899)
- Concerto en fa dièse mineur pour violon et orchestre (1903)
- Concerto en la mineur pour violon et orchestre (1912)
- Concerto en sol mineur pour violon et orchestre (1912)
- Concerto en do majeur pour violon et orchestre (1920)
- Concerto n° 2 en sol majeur pour violon et orchestre (1920)
- Concerto en fa dièse majeur pour violon et orchestre (1920)
- Concerto en mi mineur pour violon et orchestre (1920)
- Concerto n° 2 en la majeur pour violon et orchestre (1921)
- Concerto en si majeur pour violon et orchestre (1921)
- Concerto en mi majeur pour violon et orchestre (1921)
- Concerto en si bémol majeur pour violon et orchestre (1921)
- Concerto en ré majeur pour violon et orchestre

### Musique de chambre
- Quatuor n° 1 en do majeur (1906)
- Quatuor en la mineur (1907)
- Quatuor en la majeur (1907)
- Quatuor en ré mineur (1908)
- Quatuor en do mineur (1908)
- Quatuor n° 2 en do majeur (1908)
- Quatuor en sol majeur (1909)
- Quatuor en ré majeur (1909)
- Quatuor en mi bémol mineur (1911)
- Quatuor en fa dièse majeur (1911)
- Quatuor en fa dièse mineur (1911)
- Sextuor en sol majeur pour 2 violons, 2 altos et 2 violoncelles (1903)
- Sextuor II en mi bémol majeur pour 2 violons, 2 altos et 2 violoncelles (1903)
- Quintette en sol majeur pour 2 violons, 2 altos et violoncelle (1903)
- Quintette en do mineur pour 2 violons, 2 altos et violoncelle (1903)
- Quatuor n° 1 en mi bémol majeur pour violon, alto, violoncelle et pianoforte (1892)
- Quatuor en do majeur pour violon, alto, violoncelle et piano (1892)
- Quintette n° 1 en mi bémol majeur pour 2 violons, alto, violoncelle et piano (incomplet) (1893)
- Sextuor II en do mineur pour deux violons, deux violes, violoncelle et pianoforte (1893)
- Trio n° 2 en sol majeur pour violon, violoncelle et piano (1893)
- Trio n° 1 en sol mineur pour violon, violoncelle et piano (1893)
- Trio n° 1 en do mineur pour violon, violoncelle et piano (1895)

### Musique didactique
- Le répertoire du petit violoniste (Milan, 1920)
- Moto Perpetuo sur les mouvements de gamme (Milan, 1920)

## Discographie
- Marco Anzoletti: Quatre études pour alto seul - Études n° 2 et 5 (1919) / Études n° 2 et 11 op. 125 (1929) - Marco Misciagna, alto - MM11, 2024[8]
- Marco Anzoletti: Vite in Musica (RaiPlay Sound)[9]
- Marco Anzoletti : Golden Nothingness, intégrale des mélodies inédites pour soprano et piano (Da Vinci Classics, 2024)[10]